# Operazione Amherst
Operazione Amherst (in inglese Operation Amherst) fu il nome in codice di un attacco aviotrasportato sotto comando britannico, eseguito da 700 paracadutisti SAS francesi avvenuto nei Paesi Bassi durante la seconda guerra mondiale; esso fu pianificato allo scopo di prendere possesso dei canali, dei ponti e delle basi aeree con l'obiettivo di catturarle intatte, evitando il pericolo di sabotaggio.

## L'operazione
L'operazione ebbe inizio con il lancio di 3 reparti del SAS (Special Air Service) per circa 700 soldati, l'8 aprile 1945. Queste riuscirono a catturare facilmente gli obiettivi mentre le truppe canadesi in avanzata riuscirono progressivamente a intercettarli ed a correre in loro aiuto.